# Šeher
Šeher (cyr. Шехер) – wieś w Bośni i Hercegowinie, w Republice Serbskiej, w gminie Osmaci. W 2013 roku liczyła 579 mieszkańców.